# São Nicolau (Sao Tomé-et-Principe)
Pour les articles homonymes, voir São Nicolau.

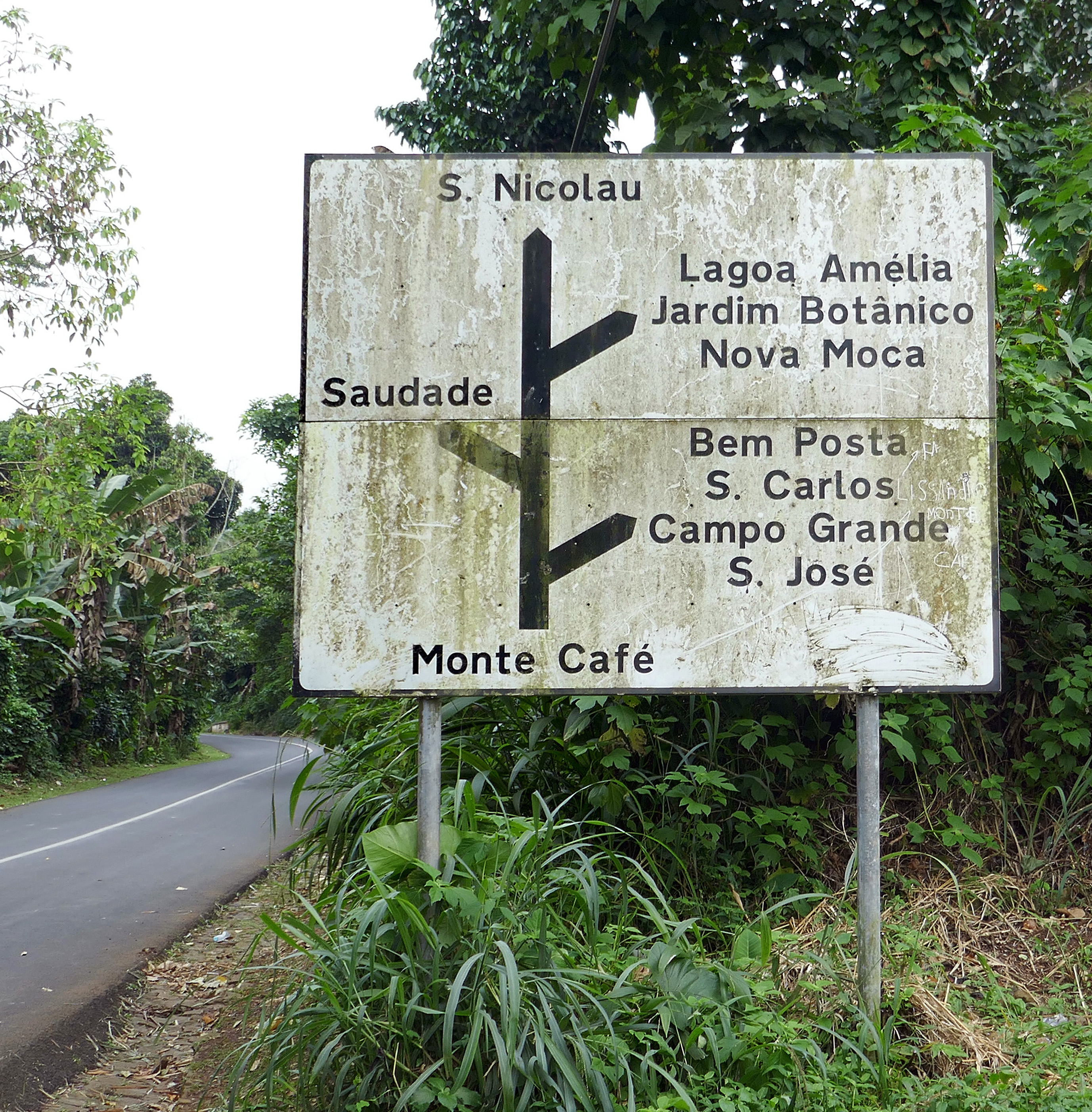
Localisation.

São Nicolau est un village de Sao Tomé-et-Principe situé au centre-nord de l'île de São Tomé, dans le district de Mé-Zóchi. C'est une ancienne roça.

## Transport
Depuis la roça Saudade, une large piste en terre, praticable toute l'année, mène à ce village escarpé, mais s'y termine en cul-de-sac.

## Population
Lors du recensement de 2012, 118 habitants y ont été dénombrés.

## Roça
Autrefois la roça disposait d'un hôpital et d'une voie ferrée. La casa principal comme les sanzalas (habitations des travailleurs) sont perchées en hauteur.

## Économie
De nouvelles constructions ou réhabilitations témoignent d'une amélioration globale du niveau de vie des habitants qui vivent aujourd'hui surtout du maraîchage, notamment de la culture des carottes.

## Tourisme
Avec Lagoa Amélia, le jardin botanique de Bom Sucesso et la roça de Monte Café, la chute d'eau de São Nicolau, d'une hauteur de 30 m, spectaculaire à la saison des pluies, fait partie des attractions touristiques du centre de l'île.

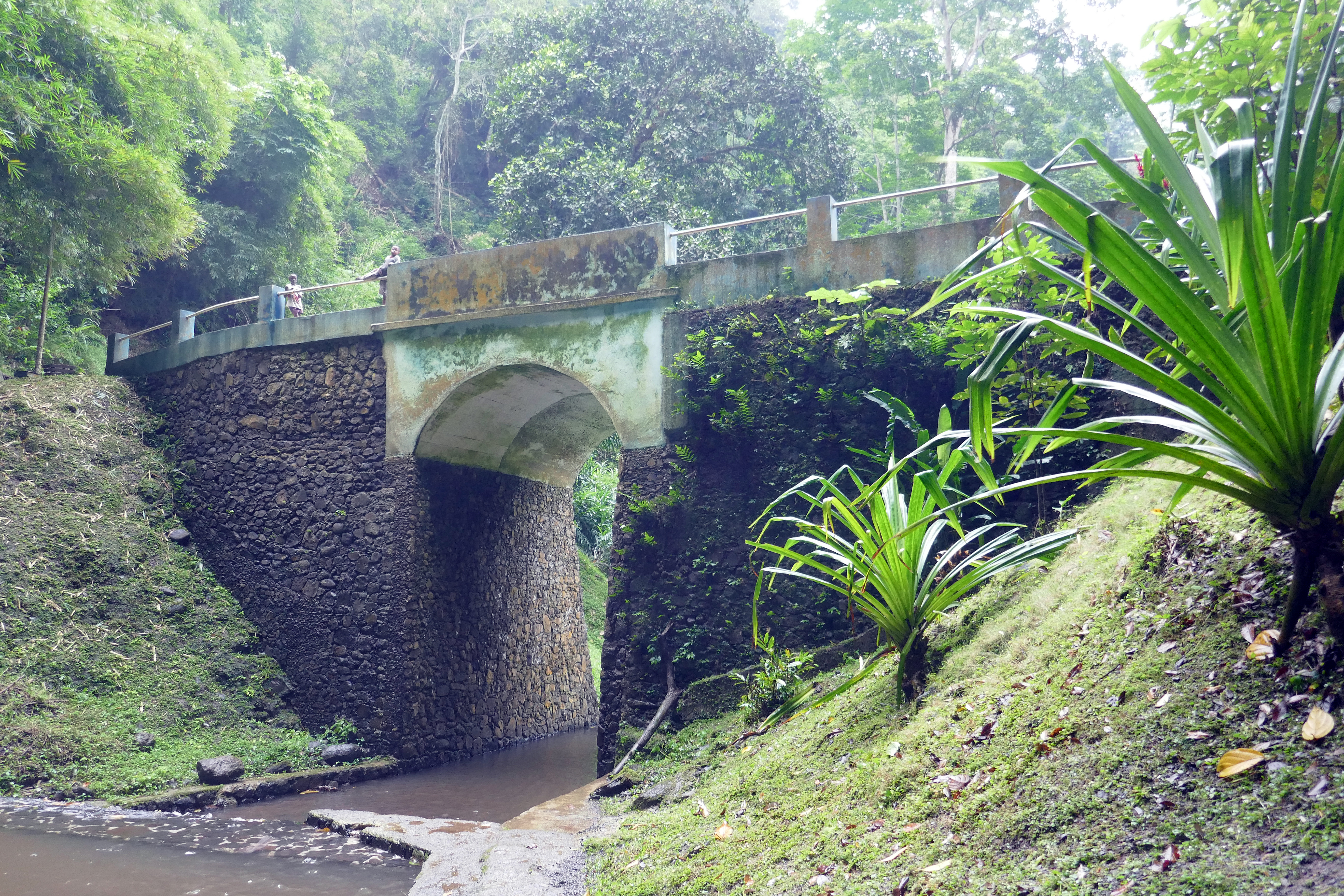
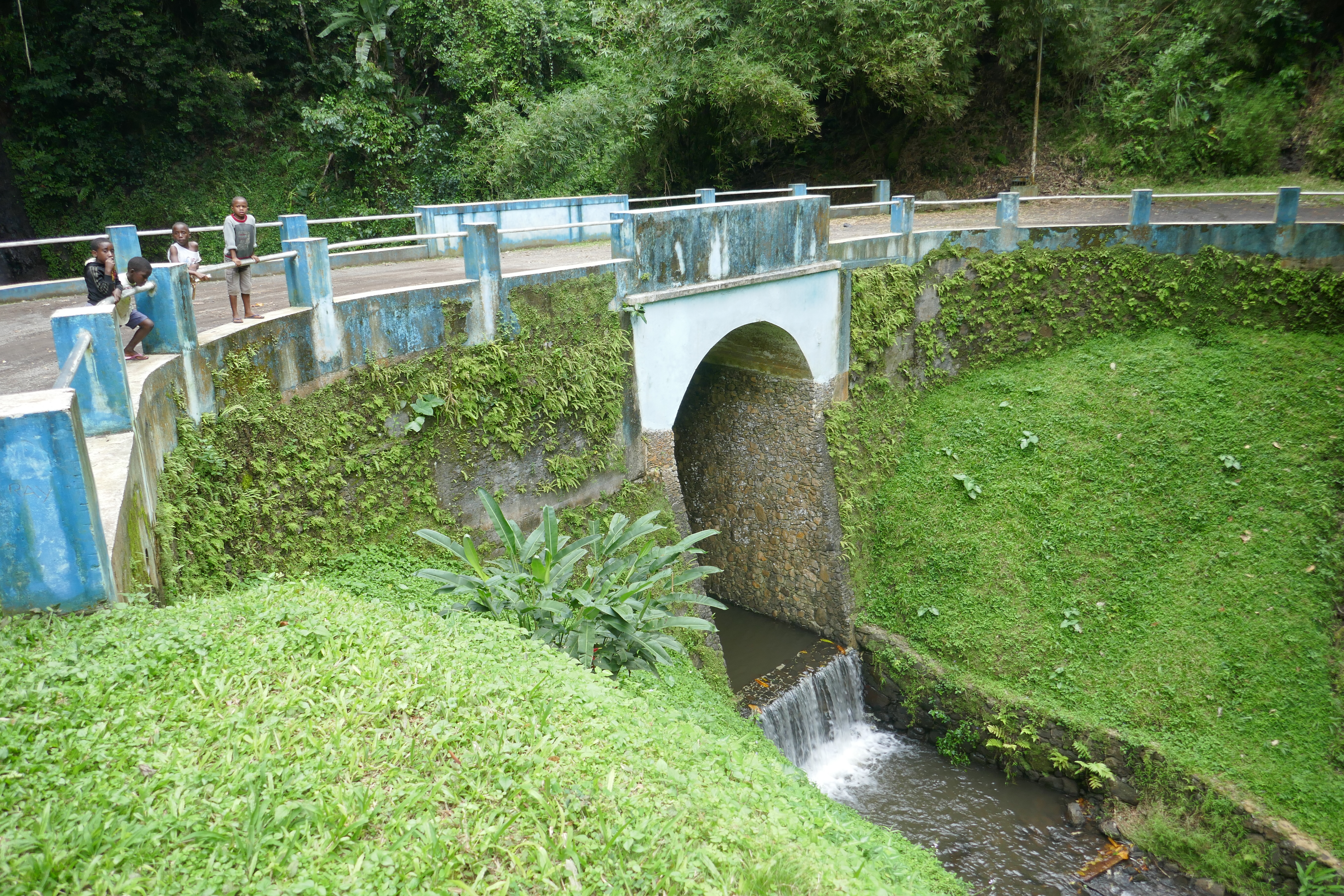
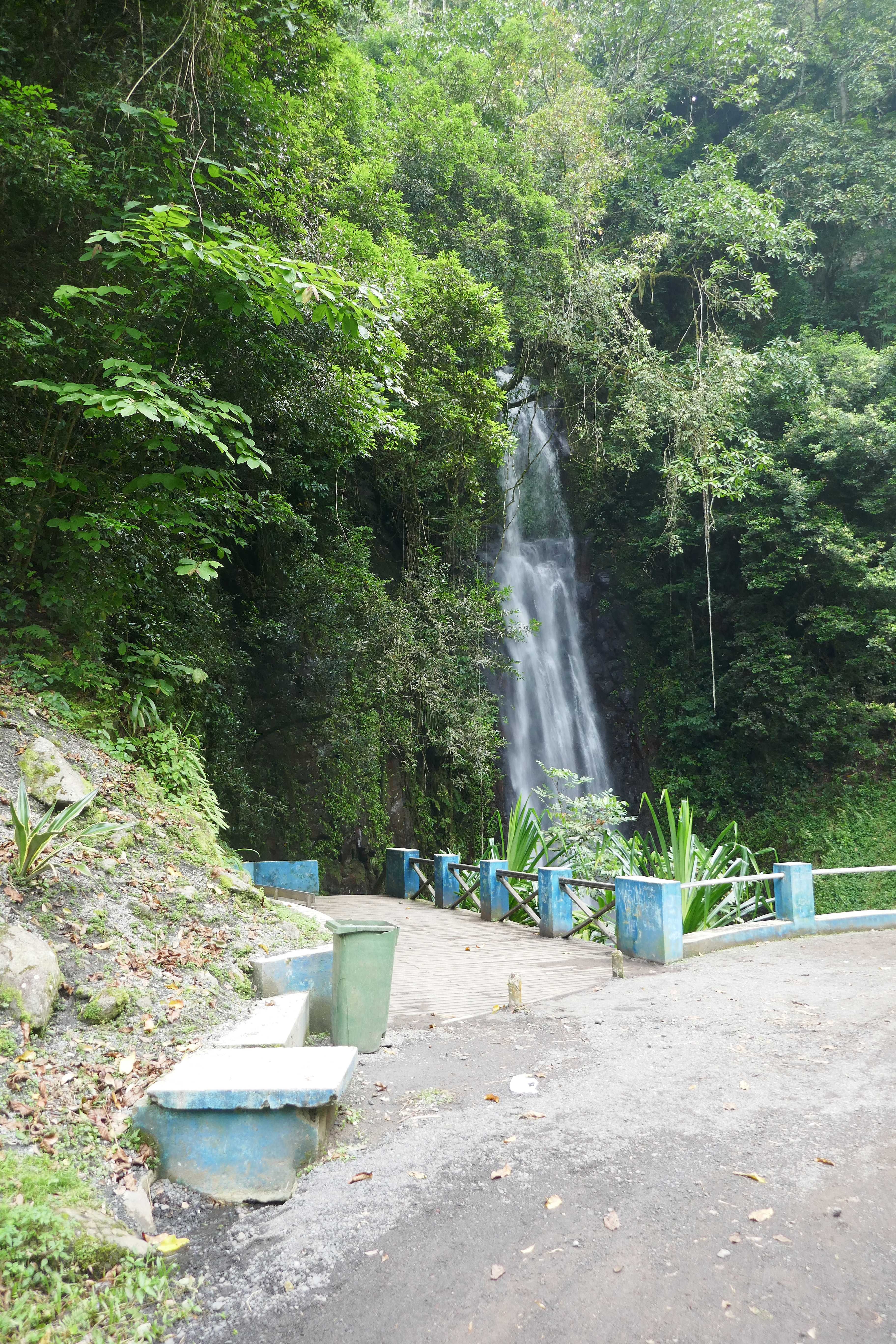
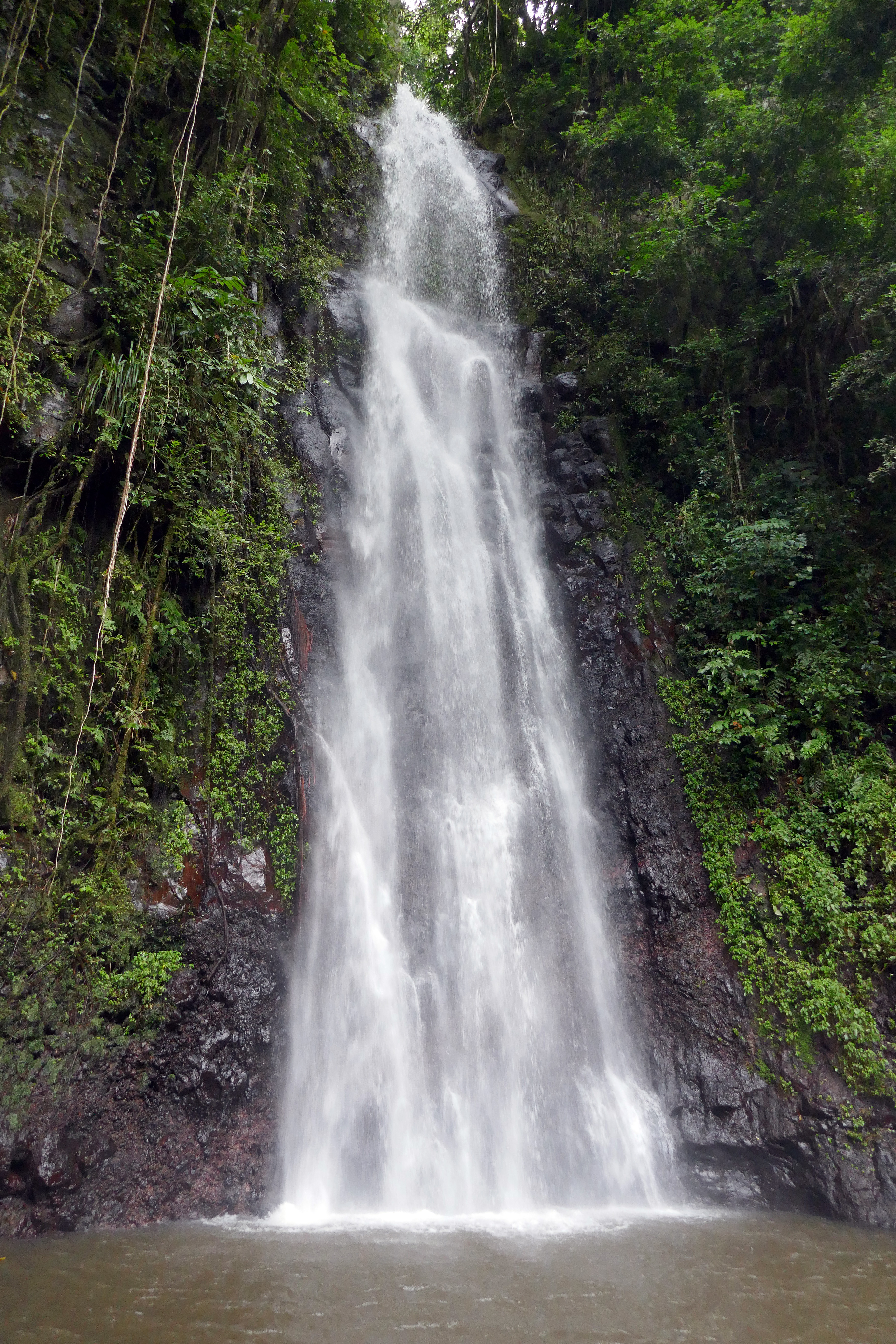